# Infatuation
Infatuation – piosenka popowa stworzona na czwarty album studyjny amerykańskiej wokalistki Christiny Aguilery pt. Stripped (2002). Wyprodukowany przez Scotta Storcha, utwór wydany został w Hiszpanii, Ameryce i Afryce Południowej oraz Indonezji jako szósty singel promujący krążek pod koniec 2003 roku. Publikacja promocyjnego wydawnictwa nastąpiła niedługo po wydaniu na singlu ballady „The Voice Within”.

## Informacje o utworze
„Infatuation” to jeden z siedmiu utworów pochodzących z płyty Stripped, których współautorem i współproducentem jest Scott Storch. Storch wyprodukował piosenkę dla Tuff Jew Productions. Nagranie realizowano w 2001 roku w pracowni Royal Z Entertainment budynku The Enterprise Studios w Burbank oraz w hollywoodzkim Conway Studios. Zaaranżowany w rytmach latynoskiego popu, „Infatuation” dotyczy tytułowego zauroczenia czy też pierwszej miłości Christiny Aguilery, którą był Jorge Santos, portorykański tancerz, występujący z artystką podczas tras koncertowych oraz w wideoklipach. Finalnie Aguilera odkryła jednak, że Santos jest homoseksualistą, co złamało jej serce. Autorami kompozycji są Scott Storch, Matt Morris oraz sama Aguilera. „Infatuation” prawie w całości wykonywany jest po angielsku, w tekście utworu powtarzają się jednak słowa zapożyczone z języka hiszpańskiego. Na albumie Stripped utwór poprzedzony jest przez interludium „Primer Amor” (pol. pierwsza miłość). W 2007 roku piosenka znalazła się na albumie kompilacyjnym Christina Aguilera – Greatest Hits, wydanym przez Star Mark w Rosji.

## Wydanie singla
Pod koniec 2003 roku piosenkę wydano jako szósty i finalny singel z krążka Stripped (singel promo) w wybranych regionach świata: Ameryce Południowej, Afryce Południowej, Hiszpanii oraz Indonezji. Poza tymi terytoriami „Infatuation” nigdy nie został opublikowany w żadnej formie. Wydanie singla wiązało się z promocją latynoskiej reedycji Stripped, która miała miejsce wcześnie w 2004. Na stronie B hiszpańskiego singla promocyjnego zawarto „Dame lo que yo te doy”, cover piosenki „Get Mine, Get Yours” z krążka Stripped, który odrzucono z finalnej tracklisty albumu.

## Opinie
Według redaktorów strony internetowej the-rockferry.onet.pl, „Infatuation” to jedna z najlepszych kompozycji nagranych przez Aguilerę w latach 1997–2010. W zestawieniu stu najważniejszych utworów artystki z tego okresu serwis przypisał singlowi pozycję #19. W 2014 serwis top50songs.org podał, że internauci uznają „Infatuation” za jedną z czterdziestu najlepszych piosenek Aguilery.

### Recenzje
Autor strony musicaddiction2.com w swojej recenzji chwalił utwór „Infatuation”, który uznał za właściwą kontynuację interludium „Primer Amor”: „(...) kontynuowany brzmieniem hiszpańskich gitar z przerywnika, kawałek jest wprost zaraźliwy”. Opiniodawca pozytywnie ocenił dwujęzyczność piosenki oraz jej tekst, głównie refren.

## Teledysk
Teledysk do utworu „Infatuation” oficjalnie nigdy nie powstał, choć w krajach latynoskich niektóre telewizyjne stacje muzyczne emitowały klip, w którym wykorzystano materiał pochodzący z koncertowego DVD Stripped Live in the UK.

## Promocja i wykonania koncertowe

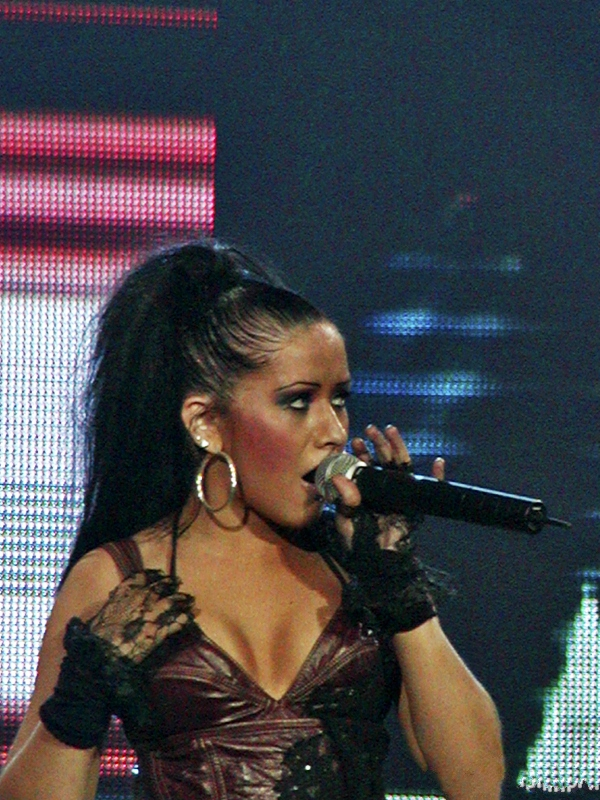
Aguilera wykonuje utwór „Infatuation” podczas trasy koncertowej Stripped World Tour.

W celach promocyjnych Aguilera wystąpiła z utworem podczas masowych imprez sportowych i muzycznych: ceremonii zamknięcia Zimowych Igrzysk Olimpijskich 2002 w Salt Lake City, gali Wango Tango 2003 w maju 2003 w Południowej Kalifornii oraz MTV Xelibri Launch Party 2003 w Los Angeles. Na początku marca 2003 pojawiła się między innymi w towarzystwie Method Mana i Redmana na koncercie MTV Mardi Gras 2003; zaśpiewała medley trzech piosenek: „Infatuation”, „Dirrty” i „Fighter”.
W drugiej połowie 2003 piosenka była elementem tras koncertowych Aguilery Justified and Stripped Tour oraz Stripped World Tour.

## Lista utworów singla
Hiszpański promo CD
- „Infatuation” – 4:17
- „Dame lo que yo te doy” – 3:46

## Remiksy utworu
- J. MaR-TiN’s TP2K Remix – 4:04
- Mr. Respectful Remix – 6:02

## Twórcy
- Główne wokale: Christina Aguilera
- Producent: Scott Storch
- Autor: Christina Aguilera, Scott Storch, Matt Morris
- Producent wokalu: Christina Aguilera, E. Dawk
- Inżynier dźwięku: Wassim Zreik, Oscar Ramirez, współpr. Aaron Leply, John Morichal, Kevin Szymanski, Ethan Willoughby
- „Mixer”: Dave „Hard Drive” Pensado
- Gitara akustyczna: Ramon Stagnaro

## Pozycje na listach przebojów
| Kraj              | Notowanie (2004)       | Wydawca    | Najwyższa pozycja |
| ----------------- | ---------------------- | ---------- | ----------------- |
| Argentyna         | Top 100 Singles        | IFPI       | 25                |
| Hiszpania         | Top 50 Singles         | PROMUSICAE | 86                |
| Indonezja         | Official Singles Chart | LIMA       | 9                 |
| Południowa Afryka | Top 100 Airplay        | RISA       | 1                 |
| Południowa Afryka | Top 40 Singles         | RISA       | 14                |